# 강병수 (기자)
강병수(1987년 3월 21일 ~ )은 대한민국의 KBS의 보도본부 기자이다.

## 학력
- 2003년 ~ 2006년 : 천안중앙고등학교
- 2006년 ~ 2015년 : 서울대학교 정치학과 학사

## 경력
- 2004년 10월 3일 도전! 골든벨 (방송분) (충남 천안중앙고등학교 편) 참가 - 최후의1인(50문항 중 49번까지 진출)
- 2016년 1월 KBS 보도본부 입사
- 2016년 3월 KBS 보도본부 사회부 사건팀 기자
- 2017년 3월 KBS포항방송국 기자 지역근무
- 2018년 3월 KBS 보도본부 사회부 법조팀 기자
- 2020년 4월 KBS 보도본부 탐사보도부 기자
- 2021년 4월 KBS 보도본부 정치부 국회팀 기자
- 2022년 3월 KBS 보도본부 과학부 과학팀
- 2023년 4월 KBS 보도본부 시사부 시사팀